# 青德镇
青德乡，是中华人民共和国四川省甘孜藏族自治州乡城县下辖的一个乡镇级行政单位。2019年12月，撤销青麦乡，将其所属行政区域划归青德镇管辖。

## 行政区划
青德乡下辖以下地区：
热差卡村、热宫村、布机村、仲德村、下坝村、木郎工村、白龚村、呷乃卡村和豆改村。

## 中国传统村落
2013年8月，仲德村被评为第二批中国传统村落。